# Actinote holochroa
Actinote holochroa är en fjärilsart som beskrevs av Jordan 1913. Actinote holochroa ingår i släktet Actinote och familjen praktfjärilar. Inga underarter finns listade i Catalogue of Life.